# Dark Voices
Dark Voices war eine deutsche Band aus Berlin, deren Stil sich im Bereich von Synthie-Pop mit Elementen von EBM einordnen lässt und starke Ähnlichkeiten mit dem Stil der Band And One aufweist.

## Bandgeschichte
Dark Voices wurde Januar 1994 von Mic (Gesang), René (Keyboard) und Gio (Keyboard) gegründet. Die erste Single, The Lord Is My Witness, erschien April 1995, die zweite Single, Get You Closer, war das erfolgreichste Stück der Gruppe. Kurz darauf schloss Dark Voices einen Vertrag beim Synthetic Symphony label von SPV; in den folgenden Jahren erschienen die Alben The Way It Is und G-Punkt sowie die Single Just Tonight. Im Jahr 1998 hatte die Gruppe 30 Auftritte in ihrer „I’m too sexy“-Tour.
Im Album Train of Thoughts und in der Single This Love, die Ende 1999 erschienen, ersetzte Dan Uhden die Keyboarder.
Live wurde die Band um den Schlagzeuger Carsten Klick erweitert.
Um das Jahr 2000 ging die Gruppe auseinander: René begann 2000 ein Solo-Projekt, Dual, das 2006 aus rechtlichen Gründen in Addicted Dreams umbenannt wurde; seit Februar 2006 spielt er auch bei Sero.Overdose.
Mic S. gründete um 2001 mit Steve Naghavi von And One das „Deutschmaschine-Studio“. Gio van Oli stieg bei And One als Keyboarder ein, nachdem die Gruppe wieder zusammenkam.

## Diskografie

### Alben
- The Way It Is (24. November 1996)
- G-Punkt (22. April 1998)
- Train of Thoughts (25. Oktober 1999)

### Singles
- The Lord Is My Witness (1995)
- Get You Closer (1996)
- Just Tonight (20. Oktober 1997)
- This Love (6. September 1999)